# ロック番狂わせ/ミノレバ☆ロック
『ロック番狂わせ / ミノレバ☆ロック』（ロックばんくるわせ / ミノレバロック）は、日本のロックバンド・マキシマム ザ ホルモンの4枚目のシングル。2004年6月23日にVAPより発売された。

## 概要
このシングルは、マキシマム ザ ホルモンが、事務所をVAPに移動して出した初めてのCD。メジャーデビュー作品。販売価格は￥1129（“いい肉”価格）。
おまけとして、全部で4種類のマル秘映像DVDが1枚入っている（このマル秘映像は、1stライブDVD『Debu Vs Debu 〜デブ対デブ〜』に収録）。

## 収録曲
- 全作詞・作曲：マキシマムザ亮君

1. ロック番狂わせ
アルバム『ロッキンポ殺し』収録。
ミュージック・ビデオは『Debu Vs Debu 〜デブ対デブ〜』でのみ閲覧が可能であったが、「ホルモン宝くじ」の初代王者のセレクトによりYouTubeで一般公開された[1]。
2. ミノレバ☆ロック
日本テレビ系『AX MUSIC-TV』AX POWER PLAY #061。
ミュージックビデオが『Debu Vs Debu 〜デブ対デブ〜』に収録されている。
3. WxHxUx〜ワシかてホンマは売れたいんじゃい〜
EP『鳳』に収録されている「W・H・U」のリテイク版。
4. R.H.C.P.が僕をさらいにやってきた（BONUS TRACK）